# Teste da linha de Becke
O teste da linha de Becke é uma técnica utilizada em mineralogia óptica que auxilia na determinação do índice de refração relativo de dois materiais, em geral, minerais.
A determinação da linha de Becke é realizada abaixando a platina (aumentando a distância focal) do microscópio petrográfico e observando em qual direção a luz parece se mover. Este movimento sempre irá para o material de maior índice de refração.
Para a determinação do Índice de Refração, realiza-se a comparação direta dos dois minerais, ou então, a partir da comparação de um mineral com outro material, como o Bálsamo do Canadá ou outro óleo de índice de refração conhecido (imersão em óleo).
O meio de montagem, quando montado de maneira permanente em lâmina com lamínula, é escolhido para ter o mesmo índice de refração do Bálsamo do Canadá (n = 1,55) afim de que se evitar confusão ao comparar a lâmina com outras lâminas feitas anteriormente. Nos casos em que a lâmina possui um índice de refração diferente, é comum que esta informação esta registrado na própria lâmina afim de que se evite a perda da informação, uma vez que lâminas de rochas permanecem por centenas de anos em acervos de universidade, institutos de pesquisa e mineradoras.
O teste da Linha de Becke foi desenvolvido pelo professor e mineralogista austro-húngaro Friedrich Johann Karl Becke (1855-1931).